# 鐵金剛勇破雪山堡
《女王密使》（英語：On Her Majesty's Secret Service）是一部1969年的諜報電影，同時也是第六部詹姆斯·邦德系列电影。為米高梅首次以史恩·康納萊以外的演員飾演詹姆士·龐德的電影，是該系列惟一以悲劇劇情作結局的一集，也是喬治·拉贊貝首次及惟一一次飾演詹姆士·龐德的電影。

## 情節
貝洛福在瑞士山區的療養中心，將病毒注入女病患的身上，藉以散播病毒，企圖以毀滅所有農作物為要脅，以掌握世界的主權，詹姆士·龐德（佐治·拉辛比飾）發現內情後，是否能及時摧毀實驗室，挽救一場人間浩劫？ 
男主角詹姆士·龐德罕有地在該片裡跟女主角正式結了婚，隨後魔鬼黨向龐德亂槍掃射做為報復，女主角在影片結束前即死去。

## 製作花絮
由於演員史恩·康納萊的辭演，使得製片人艾伯特·柏考利與哈利·薩斯門舉行全世界最大的試鏡活動，前來試鏡的有高達400多位演員，最後錄用了來自澳洲的素人演員喬治·拉贊貝，1968年10月21日正式開機，場景大部分在瑞士阿爾卑斯山等地方拍攝。
由於拉贊貝沒有任何關於電影的演出經歷，所以特別因著他靈敏的身手而加重他動作戲的部分，他都演得很好，但是在拍攝前後一直傳出拉贊貝與劇組鬧不和的消息，使得拉贊貝的媒體形象被大打折扣，最後直到1969年11月傳出拉贊貝辭演的消息。
然而本片在美國上映表現沒有前一部《雷霆谷》來的好，後來劇組在下一部《金剛鑽》試圖請史恩·康納萊回歸。
由於飾演該片女反派爾瑪的德國演員伊爾斯·史蒂佩特於電影上映前過世，因此爾瑪也成為007電影系列中唯一沒有描繪其下場的反派。

## 角色
- 詹姆士·龐德：喬治·拉贊貝飾
- 翠西：戴安娜·瑞格飾
- 恩斯特·布魯菲爾：特利·薩瓦拉斯飾
- 魯迪：安潔拉史考勒（英语：Angela Scoular）飾
- 爾瑪龐德：伊爾斯·史蒂佩特飾

## 拍攝地點
- 葡萄牙
- 英國
- 瑞士雪朗峰

## 主題曲
由路易·阿姆斯壯（Louis Armstrong）演唱的「We Have All the Time in the World」

## 外部連結
- 互联网电影数据库（IMDb）上《鐵金剛勇破雪山堡》的资料（英文）
- 爛番茄上《鐵金剛勇破雪山堡》的資料（英文）
- 豆瓣电影上《鐵金剛勇破雪山堡》的資料 （简体中文）
- Box Office Mojo上《鐵金剛勇破雪山堡》的資料（英文）
- AllMovie上《鐵金剛勇破雪山堡》的资料（英文）